# Micropolytoxus
Micropolytoxus is een geslacht van wantsen uit de familie van de Reduviidae (Roofwantsen). Het geslacht werd voor het eerst wetenschappelijk beschreven door Elkins in 1962.

## Soorten
Het genus bevat de volgende soorten:

- Micropolytoxus australis Malipatil & Howarth, 1990
- Micropolytoxus cavicolus Malipatil & Howarth, 1990
- Micropolytoxus hackeri Elkins, 1962